# Meridiano 137 E
O meridiano 137 E é um meridiano que, partindo do Polo Norte, atravessa o Oceano Ártico, Ásia, Oceano Pacífico, Australásia, Oceano Índico, Oceano Antártico, Antártida e chega ao Polo Sul. Forma um círculo máximo com o meridiano 43 W.
Começando no Polo Norte, o meridiano 137º Este tem os seguintes cruzamentos:
| País, território ou mar  | Notas                                                                 |
| ------------------------ | --------------------------------------------------------------------- |
| Oceano Ártico            |                                                                       |
| Mar de Laptev            |                                                                       |
| Rússia                   | Iacútia - Ilha Kotelny, nas Ilhas da Nova Sibéria                     |
| Mar de Laptev            |                                                                       |
| Rússia                   | Iacútia Krai de Khabarovsk                                            |
| Mar de Okhotsk           |                                                                       |
| Rússia                   | Krai de Khabarovsk - Ilha Feklistova                                  |
| Mar de Okhotsk           |                                                                       |
| Rússia                   | Krai de Khabarovsk Krai de Primorsky                                  |
| Mar do Japão             |                                                                       |
| Japão                    | Ilha de Honshū                                                        |
| Oceano Pacífico          |                                                                       |
| Indonésia                | Ilha da Nova Guiné                                                    |
| Mar de Arafura           |                                                                       |
| Golfo de Carpentária     | Passa a leste de Groote Eylandt, Austrália                            |
| Austrália                | Ilha Vanderlin e continente, Território do Norte Austrália Meridional |
| Golfo de Spencer         |                                                                       |
| Austrália                | Península de Yorke, Austrália Meridional                              |
| Estreito do Investigador |                                                                       |
| Austrália                | Ilha Kangaroo, Austrália Meridional                                   |
| Oceano Índico            |                                                                       |
| Oceano Antártico         |                                                                       |
| Antártida                | Terra Adélia, reclamado pela França                                   |